# Gimenez-Färbung

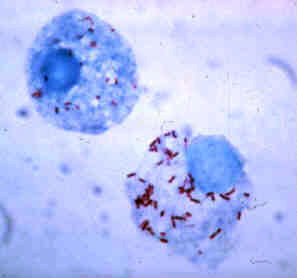
Gimenez-Färbung von Rickettsia rickettsii in der Hämolymphe von Zecken

Die Gimenez-Färbung ist eine histologische Färbung zur Darstellung von Bakterien in tierischen Geweben, insbesondere Rickettsien, Legionellen, Bartonellen und Coxiella burnetii.

## Eigenschaften
Die Gimenez-Färbung wird zum Nachweis von bakteriellen Infektionen eingesetzt. Die Färbelösung enthält basisches Fuchsin in wässriger Lösung mit Phenol und Ethanol (dann als Karbolfuchsin bezeichnet). Durch das Fuchsin werden Gram-positive und Gram-negative Bakterien rot, magenta oder rosa angefärbt. Eine blaugrüne Gegenfärbung des Gewebes wird durch den Zusatz von Malachitgrün zur Färbelösung erreicht, alternativ durch eine Gegenfärbung mit Safraninen. Als Alternativen zur Färbung von Rickettsien wird die May-Grünwald-Färbung und teilweise die Macchiavello-Färbung (nicht zur Färbung von R. tsutsugamushi geeignet) verwendet.

## Geschichte
Die Gimenez-Färbung wurde erstmals 1964 von Domingo F. Giménez als Methode zur Färbung von Rickettsien in Dottersack-Kulturen beschrieben.